# 江南大道 (廣州)
江南大道是位于中华人民共和国廣東省广州市的一条马路，是贯穿海珠区南北的交通要道。全路由江南大道北、中、南三段组成，北起海珠桥，至同福东路为江南大道北，往南至昌岗路为江南大道中，再往南至工业大道南为江南大道南，而江泰路以南至新滘西路的路段尚未打通。目前全长4500米，宽40米。
江南大道中和江南西路口臨近地鐵江南西站是海珠區最繁華的區域。

## 历史
该路在1954年称河南中路，1966年文化大革命期間改名为跃进路，后因位于珠江之南，1981年改现名。
原有规划要打通江南大道南的断头路段，但至2020年时，由于涉及当地村集体用地及军队用地征地问题，仍在协商而无法推进建设。至2021年政协提案提到时，军队用地的部队已经撤编，应推进军方与地方合作置换或货币购买撤编闲置土地，推进村集体用地改造，或者推进建成地下隧道代替。

## 特色
江南大道北两旁有众多婚纱店，又俗称为婚纱街，是目前广州市乃至广东省内最大的专营婚纱的交易集散地；江南大道中商业集中地，新建有大型百货商场及酒店，是河南主要商业街；江南大道南受断头路影响，而且位置偏僻（原属于城中村范围），但近年大力发展高级楼盘，人气渐盛。
江南大道的道路两旁栽种有不少的木棉树。
虽然江南大道南路段没被打通，但南泰路路口前，或者现时末端转入南珠路，通过双向四车道的江燕路，仍可到达工业大道中。而新滘西路至工业大道南的路段于2008年动工，2009年建成通车，为双向六车道。

## 与之交汇道路
粗体字表示主干道
- 南华中路、南华东路
- 同福东路、小港路
- 前进路
- 南田路、万松路
- 江南西路
- 昌岗中路、昌岗东路
- 晓港南马路
- 礼岗路
- 江燕路
- 南泰路
- 江泰路
- （北段完）
- （中間段未建成）
- （南段始）
- 新滘西路
- 侨港路
- 江晓路
- 工业大道南

## 公共交通
- 广州地铁2号线市二宮站、江南西站、昌崗站、江泰路站
- 广州地铁11号线江泰路站

均在鄰近江南大道位置設有出口。